# Adelotypa
Genre
Adelotypa est un genre de lépidoptères (papillons) de la famille des Riodinidae.

## Dénomination
Le genre Adelotypa a été décrit par William Warren (en) en 1895.

## Liste des espèces
- Adelotypa argiella (Bates, 1868) ; présent au Brésil
- Adelotypa asemna (Stichel, 1910) ; présent en Bolivie et au Brésil
- Adelotypa bolena (Butler, 1867) ; présent au Brésil et au Paraguay
- Adelotypa borsippa (Hewitson, [1863]) ; présent au Brésil
- Adelotypa curulis (Hewitson, 1874) ; présent en  Équateur et en Bolivie
- Adelotypa densemaculata (Hewitson, 1870) ; présent à Panama, au Nicaragua, en Colombie, en  Équateur et au Pérou
- Adelotypa glauca (Godman & Salvin, [1886]) ; présent au Costa Rica et au Venezuela
- Adelotypa eudocia (Godman & Salvin, 1897) ; présent au Mexique et au Costa Rica
- Adelotypa malca (Schaus, 1902) ; présent au Brésil
- Adelotypa mollis (Butler, 1877) ; présent au Brésil
- Adelotypa penthea (Cramer, [1777]) ; présent en Guyane, en Guyana, au Surinam, au Brésil et au Pérou
- Adelotypa sejuncta (Stichel, 1910) ; présent au Brésil
- Adelotypa tinea (Bates, 1868) ; présent au Brésil
- Adelotypa trinitatis (Lathy, 1932) ; présent en  Équateur et à Trinité-et-Tobago
- Adelotypa wia Brévignon & Gallard, 1992
- Adelotypa zerna (Hewitson, 1872) ; présent en Bolivie et au Brésil

## Publication originale
(en) William Warren, « New species and genera of Geometridae in the Tring Museum », Novitates Zoologicae, Londres, Walter Rothschild Zoological Museum, vol. 2,‎ 1895, p. 82-92 (ISSN 0950-7655, lire en ligne).